# Красная Гора (Мошенской район)
Кра́сная Гора́ — деревня в Мошенском районе Новгородской области России, расположенная рядом с рекой Радоль и деревней Филиппково (Мошенской район). В деревне расположена больница.
К северу от деревни проходит дорога Р8 «Валдай — Устюжна».

## История
Красная Гора была центром Красногорского сельского поселения, которое с 12 апреля 2010 года вошло в состав Долговского сельского поселения.
| 2010 |
| ---- |
| 113  |